# NHS Nightingale-noodziekenhuis
De NHS Nightingale-noodziekenhuizen waren tijdelijke ziekenhuizen die ten tijde van de coronapandemie werden ingericht in Engeland door de Engelse zorginstantie National Health Service (NHS). De noodziekenhuizen werden vernoemd naar Florence Nightingale, grondlegster van de moderne verpleegkunde. Op 24 maart 2020 werd aangekondigd dat London ExCel ingericht zou worden als noodziekenhuis. Er werd onderzoek gedaan naar meer locaties die als noodziekenhuis ingericht konden worden. Ook de NHS-zorgintanties uit de andere landen van het Verenigd Koninkrijk richtten noodziekenhuizen in.

## Vestigingen
| Ziekenhuis                                        | Locatie                                                     | Geopend       |
| ------------------------------------------------- | ----------------------------------------------------------- | ------------- |
| NHS Nightingale Hospital Birmingham               | National Exhibition Centre                                  | 16 april 2020 |
| NHS Nightingale Hospital Bristol                  | University of the West of England                           | 27 april 2020 |
| NHS Nightingale Hospital Exeter                   | Sowton                                                      | 27 april 2020 |
| NHS Nightingale Hospital London                   | London ExCel                                                | 3 april 2020  |
| NHS Nightingale Hospital North East               | Centre of Excellence for Sustainable Advanced Manufacturing | 5 mei 2020    |
| NHS Nightingale Hospital North West               | Manchester Central Convention Complex                       | 17 april 2020 |
| NHS Nightingale Hospital Yorkshire and the Humber | Harrogate Convention Center                                 | 21 april 2020 |